# 甲良町

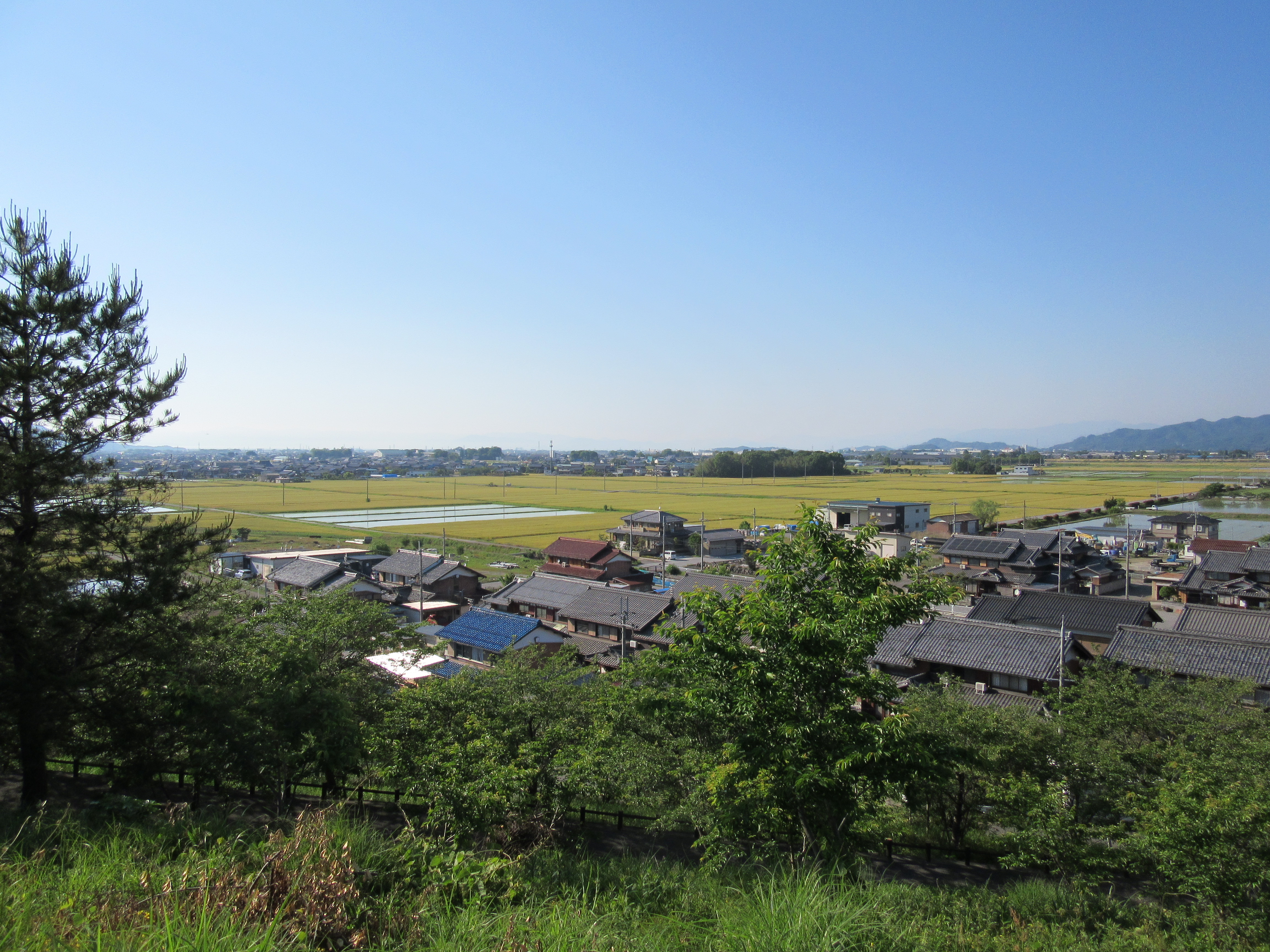
甲良町中心部を望む。5月中旬のため、黄色い農地は小麦である。

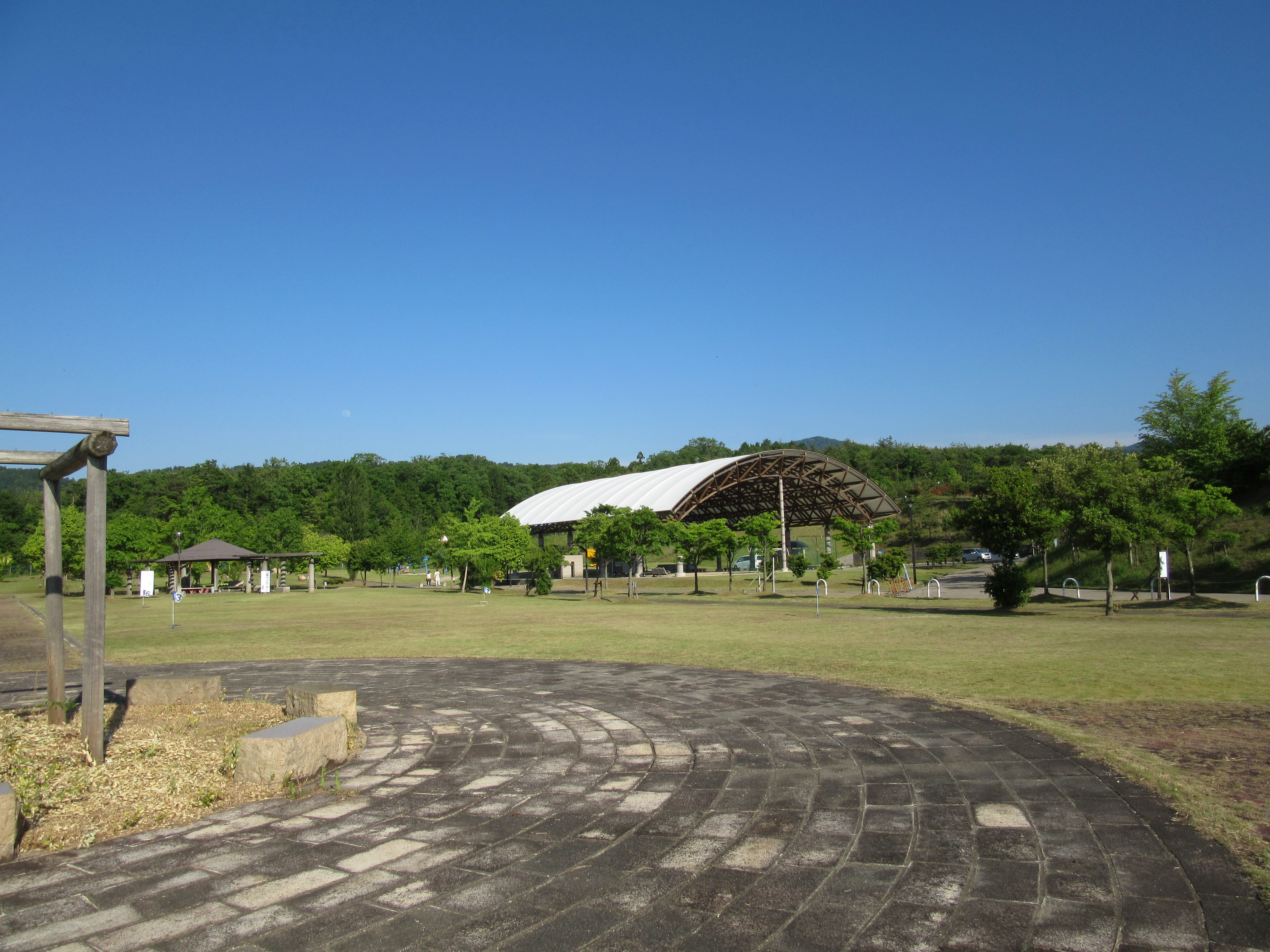
甲良町総合公園

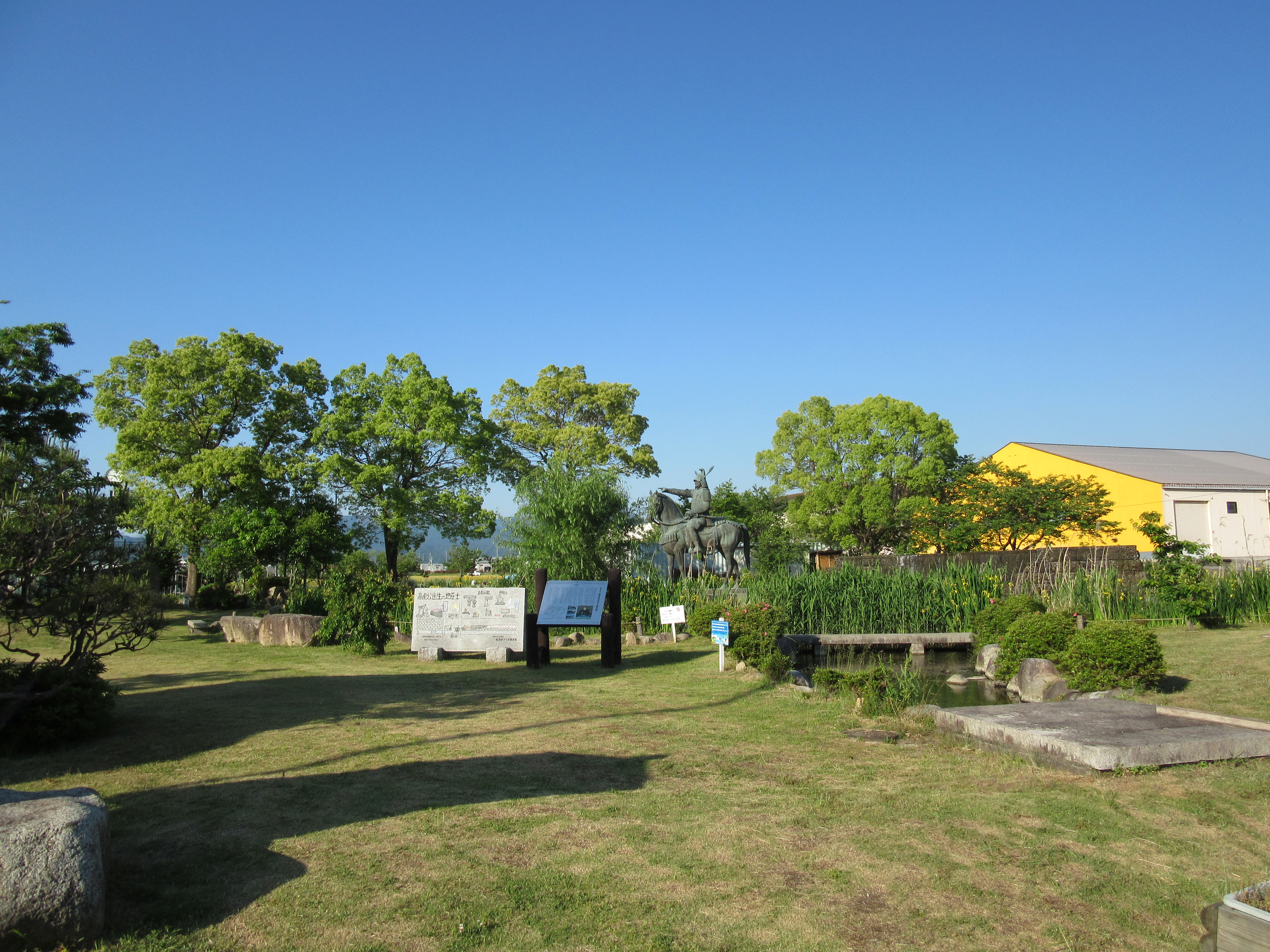
在士高虎公園

甲良町（こうらちょう）は、滋賀県の東部（湖東地域）にある町。犬上郡に属す。滋賀県内にある地方自治体のうち、豊郷町に次いで面積が小さい町でもある。

## 地理
滋賀県犬上郡のほぼ中央に位置し、北は彦根市、東は多賀町、西は豊郷町、南は愛荘町に接している。町の総面積は13.63km2で県内で2番目に小さい。
鈴鹿連峰（鈴鹿山脈）から琵琶湖に向かう緩やかな傾斜を持つ平坦な地形となっており、東部の標高は130メートル、西部の標高は115メートルほどである。主産業は稲作主体の農業生産であり、犬上川左岸扇状地に開けた米作地帯となっている。土地利用でも、田が648ha（47.6%)、畑が47ha（3.5%）、宅地が211ha（15.5%）、山林･原野が191ha（14.0%）、その他が234ha（17.2%）で、農用地が半分以上（51.0%）を占めている。
町の東部には名神高速道路と国道307号、西部には東海道新幹線と近江鉄道が通っている。
平地
- 湖東平野

水域
- 犬上川
- 福溜、若宮溜、西蓮溜（さいれんだめ）、長溜、新溜、新右衛門溜、ほか[2][3]。犬上調整池。

### 気候
甲良町が属する犬上郡の気象データは観測されておらず、地域は彦根地方気象台の管轄区域に属しているため、西隣にある彦根市のデータが最も近い。よって、「彦根市#気候」を参照のこと。

### 隣接する自治体
- 彦根市 ：北部で隣接。
- 犬上郡
  - 多賀町 ：北東部から南東部にかけて広く隣接。
  - 豊郷町 ：西部で隣接。
- 愛知郡
  - 愛荘町 ：南東部から南西部にかけて広く隣接。

### 町内の地域
- 西部地域 ：在士（ざいじ）・下之郷（しものごう）・尼子（あまご）・呉竹（くれたけ）・小川原（こがわら）の5つの大字からなる。甲良西小学校区。
- 東部地域 ：北落（きたおち）・金屋（かなや）・正楽寺（しょうらくじ）・池寺（いけでら）・長寺（おさでら）・法養寺（ほうようじ）・横関（よこぜき）の7つの大字からなる。甲良東小学校区。

## 歴史
下之郷遺跡が発掘調査されたところ、古墳時代のものと分かり、そのころから集落があった。
法養寺遺跡も発掘調査により飛鳥時代の集落であった。
桂城神社（甲良町下之郷）の名や甲良神社（甲良町尼子）の祭神が武内宿禰であることから、古代は葛城氏の支配地であった。
その後、犬上氏の領地となる。
平安時代初期、三修上人が西明寺（甲良町池寺）開山。
鎌倉幕府滅亡後、有力御家人・二階堂貞藤が蟄居させられた屋敷が下之郷にあった。
南北朝時代初期、近江源氏の佐々木道誉（京極高氏）が甲良荘に勝楽寺城を築いて本拠地とした。以降、京極氏の支配地となる。
その子孫が甲良荘尼子郷で尼子氏を称し、出雲国へ下向して戦国大名となった。
応仁の乱の頃には、京極高数が下之郷城を築城。その次男・多賀高忠が下之郷城主となった。
織田信長により、近江攻略戦で下之郷城落城・二階堂寶蓮院の破壊、比叡山延暦寺焼き討ち時に西明寺焼き討ちなどが行われる。
（二階堂宝蓮院の本尊・阿弥陀如来坐像は、信長により安土町の浄厳院に移される。）
戦国時代末期には、甲良荘藤堂村（現・甲良町在士）から藤堂高虎を産している。同時期には、日光東照宮の造営を始めとする土木工事を江戸幕府に任された宮大工で、甲良氏の祖である甲良宗広（甲良豊後守宗広）が、甲良荘法養寺村から出ている。
豊臣時代は佐和山城の石田三成、江戸時代は彦根藩に属した。

### 沿革
- 1955年（昭和30年）4月1日 - 東甲良村・西甲良村が合併して発足。

## 人口
| |                                        |  |
| 甲良町と全国の年齢別人口分布（2005年） | 甲良町の年齢・男女別人口分布（2005年） |  |
| ■紫色 ― 甲良町 ■緑色 ― 日本全国 | ■青色 ― 男性 ■赤色 ― 女性              |  |
| 甲良町（に相当する地域）の人口の推移 \| 1970年（昭和45年） \| 8,724人 \| \| \| 1975年（昭和50年） \| 9,024人 \| \| \| 1980年（昭和55年） \| 9,058人 \| \| \| 1985年（昭和60年） \| 9,141人 \| \| \| 1990年（平成2年） \| 8,811人 \| \| \| 1995年（平成7年） \| 8,569人 \| \| \| 2000年（平成12年） \| 8,169人 \| \| \| 2005年（平成17年） \| 8,103人 \| \| \| 2010年（平成22年） \| 7,500人 \| \| \| 2015年（平成27年） \| 7,039人 \| \| \| 2020年（令和2年） \| 6,362人 \| \| |                                        |  |
| 総務省統計局 国勢調査より |                                        |  |
| 1970年（昭和45年） | 8,724人                                |  |
| 1975年（昭和50年） | 9,024人                                |  |
| 1980年（昭和55年） | 9,058人                                |  |
| 1985年（昭和60年） | 9,141人                                |  |
| 1990年（平成2年） | 8,811人                                |  |
| 1995年（平成7年） | 8,569人                                |  |
| 2000年（平成12年） | 8,169人                                |  |
| 2005年（平成17年） | 8,103人                                |  |
| 2010年（平成22年） | 7,500人                                |  |
| 2015年（平成27年） | 7,039人                                |  |
| 2020年（令和2年） | 6,362人                                |  |

## 行政
- 町長：寺本純二[4]

### 歴代町長
- 北川豊昭
- 野瀬喜久男

### 役所・支所・出張所・町民会館等

#### 町役場
- 甲良町役場 ：甲良町大字在士353-1に所在。

#### 税務
- 彦根税務署 ：彦根市、犬上郡、愛知郡を管轄。彦根市立花町5-20に所在。

#### 町民サービス施設

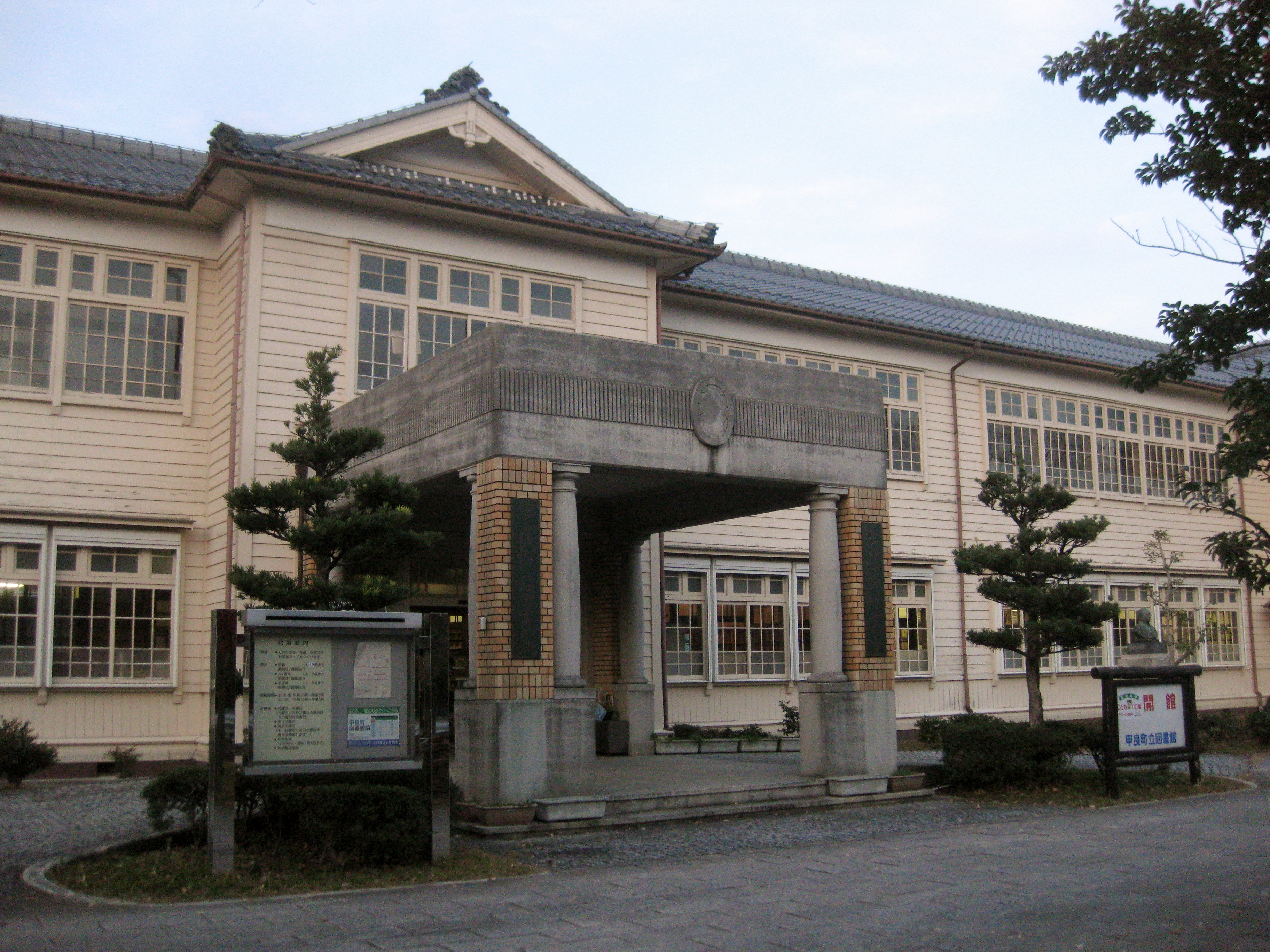
甲良町立図書館。甲良東小学校旧校舎を保存・活用している。

- 甲良町立図書館
- 甲良町保健福祉センター
- 長寺地域総合センター
- 呉竹地域総合センター

### 警察
- 滋賀県警察 彦根警察署 管轄区域
  - 甲良警察官駐在所

### 消防・防災・救急救命

#### 消防
- 彦根市消防署 ：彦根市と犬上郡を管轄。彦根市西今町415に所在。[5]
  - 犬上分署 ：甲良町横関字山王689-1に所在。
- 甲良町消防団 ：2分団8班（2010年時）、条例定数60人、実員数55人（男性55人）[6]。

#### 救急救命
医療圏は湖東保健医療圏（彦根保健所管内。彦根市・多賀町・甲良町・豊郷町・愛荘町の1市4町で構成）に属している。
救急告示医療機関
救急告示医療機関（救急指定病院等）は以下のとおり。
- 彦根市立病院 ：彦根市八坂町1882に所在。
- 彦根中央病院 ：彦根市西今町421に所在。
- 友仁山崎病院 ：彦根市竹ヶ鼻町80に所在。
- 豊郷病院 ：犬上郡豊郷町大字八目12に所在。

滋賀県災害拠点病院
- 彦根市立病院　：災害派遣医療チーム (DMAT) 配備あり。救命救急センター設備なし（2012年時点）。

### 水道事業
上水道
下水道

## 姉妹都市・友好都市
- 日光市（栃木県） ：1977年（昭和52年）4月16日、姉妹都市盟約を締結。

## 立法

### 町議会
- 議員定数：条例定数10人

### 選挙区
- 滋賀県第2区（衆議院議員総選挙）
- 滋賀県選挙区（参議院議員通常選挙）

## 司法

### 裁判所
- 大津地方裁判所彦根支部 管轄区域
- 大津家庭裁判所彦根支部 管轄区域
- 彦根簡易裁判所 管轄区域

### 検察庁
- 大津地方検察庁彦根支部 管轄区域
- 彦根区検察庁 管轄区域

## 郵便事業
- 横関郵便局 ：甲良町横関742-4に所在。 ※集配業務は高宮郵便局（彦根市）が行う。

## 経済

### 産業
工業団地と企業・工場
- 北落工業団地 ：総面積13.4ha。
  - 日立物流西日本 関西物流加工センター
- 在士工業団地
  - アルテミラ製缶 滋賀工場
- その他の地域
  - 古河AS株式会社 本社
  - 永楽屋 尼子工場
  - 第一化成工業 滋賀工場
  - 近泉合成繊維

## 地域

### 教育施設

#### 中学校
- 甲良町立甲良中学校

#### 小学校
- 甲良町立甲良東小学校
- 甲良町立甲良西小学校

#### 特別支援学校
- 滋賀県立甲良養護学校

#### 幼稚園
- 甲良町立甲良東幼稚園

### 保育所
- 甲良町立甲良西保育センター ひまわり園
- 甲良町立甲良東保育センター あおぞら園

### マスメディア
特記事項なし。

## 交通

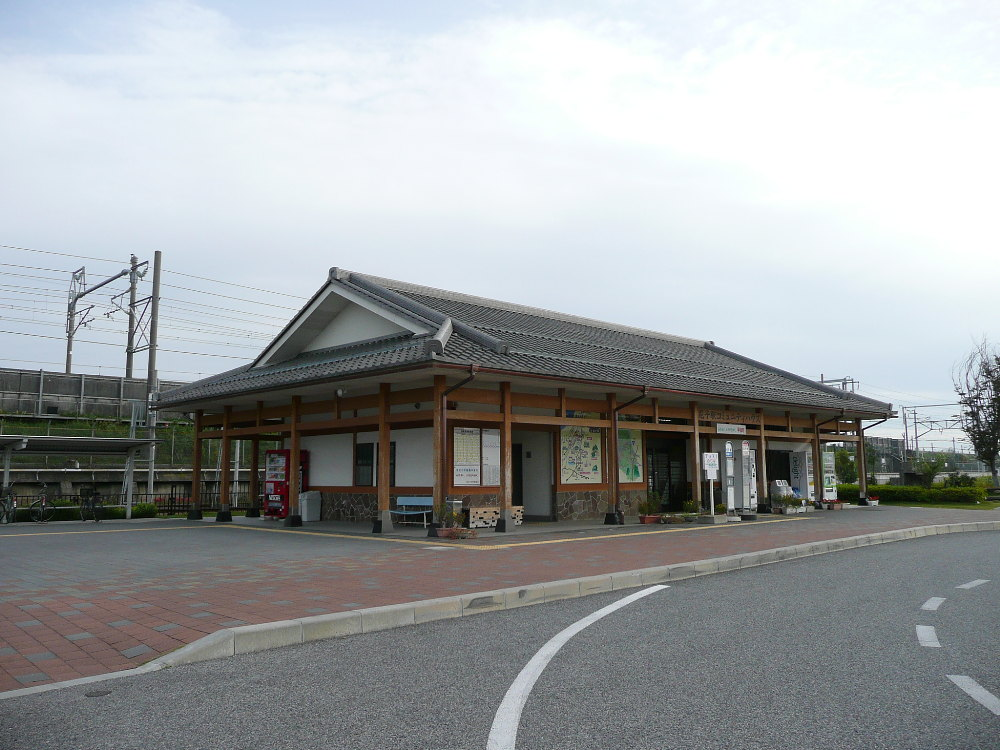
尼子駅

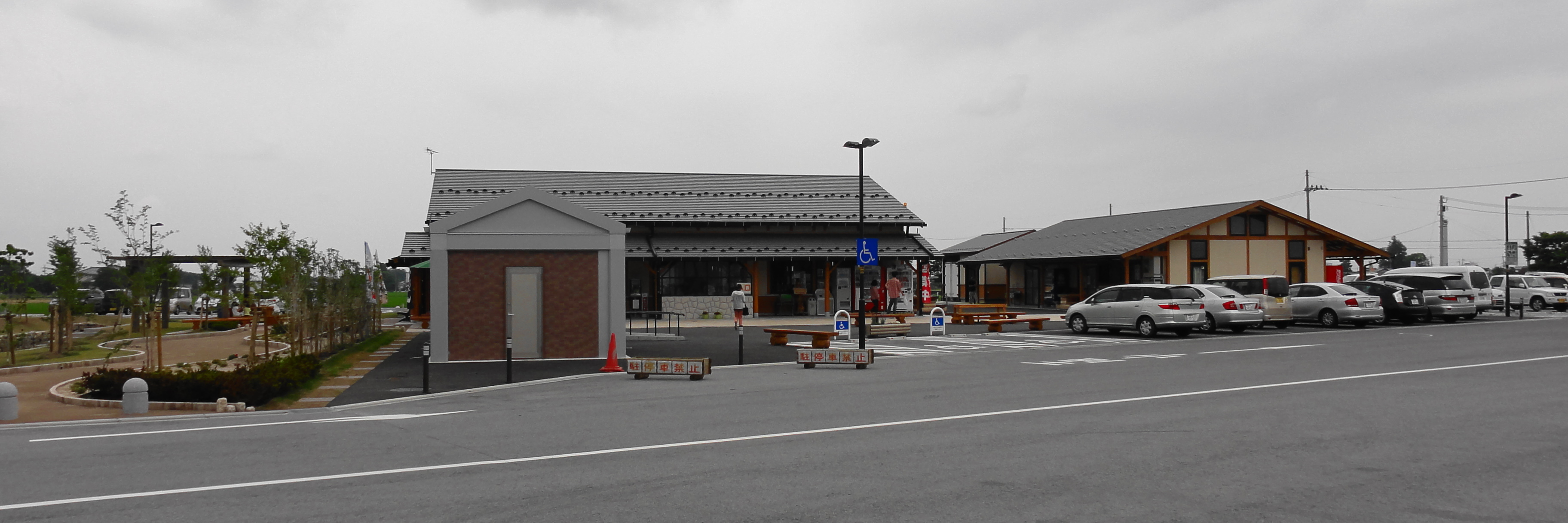
道の駅せせらぎの里こうら

### 鉄道路線
- 近江鉄道
  - 本線
    - 尼子駅

### 路線バス
- 湖国バス

### 自動車道
高速道路
- 名神高速道路
  - 甲良パーキングエリアがあったが、現在は廃止されている。

国道
- 国道307号

県道
- 滋賀県道13号彦根八日市甲西線
- 滋賀県道216号雨降野今在家八日市線
- 滋賀県道222号北落豊郷線
- 滋賀県道227号敏満寺野口線
- 滋賀県道330号甲良多賀線
- 滋賀県道543号高宮北落線

道の駅
- 道の駅せせらぎの里こうら

## 名所・旧跡・観光地・行楽地・娯楽施設・祭事、ほか

### 名所・旧跡・観光地
近世以前の人工物
- 下之郷遺跡：古墳時代の集落跡
- 法養寺遺跡：飛鳥時代の集落跡
- 西蓮溜 ：元禄13年（1700年）頃に建造されたため池[2][3]。
- 若宮溜
- 甲良神社
- 桂城神社
- 在士八幡神社：藤堂家の氏神。藤の名所としても知られる。
- 西明寺 ：湖東三山の一つ。
- 勝楽寺 ：佐々木道誉の墓所。

近現代の人工物
- 甲良豊後守宗廣記念館

## 著名人

### 出身著名人
室町時代
- 尼子詮久 ：武将、土豪、官吏（近江国守護代）。尼子氏家祖・尼子高久の嫡男。近江国犬上郡甲良荘尼子郷（現・滋賀県犬上郡甲良町尼子）生まれ。
- 尼子持久 ：武将、土豪、官吏（出雲国守護代）。尼子高久の2男。永徳1年（1381年）、尼子郷の生まれ。

戦国時代 (日本)
- 多賀高忠 ：戦国武将、官吏（室町幕府京都所司代）。豊後守。応永32年（1425年）、近江国犬上郡甲良荘下之郷（現・滋賀県犬上郡甲良町下之郷）生まれ。下之郷城3代目城主。

安土桃山時代～江戸時代
- 藤堂虎高 ：戦国武将、土豪。永正13年（1516年）、近江国犬上郡甲良荘藤堂村（現・滋賀県犬上郡甲良町在士）生まれ。高虎の父。
- 藤堂高則 ：戦国武将、土豪。高虎の兄。藤堂村生まれ。
- 藤堂高虎 ：戦国武将、土豪、津藩 大名。弘治2年（1556年）、藤堂村生まれ。
- 甲良宗広（甲良豊後守宗広） ：宮大工（江戸幕府作事方大棟梁）。天正2年（1574年）、犬上郡甲良庄法養寺村（現・犬上郡甲良町法養寺）生まれ。代表作は、増上寺台徳院霊廟、日光東照宮、寛永寺五重塔。

現代
- 山本浩章 ：政治家、益田市議会議員、益田市長。昭和44年（1969年）、滋賀県犬上郡甲良町長寺生まれ。

### ゆかりある著名人
南北朝時代 (日本)　
- 二階堂貞藤（道蘊）：鎌倉幕府御家人、武将・官吏。建暦元年の反乱に加担したとして、甲良荘下之郷の二階堂屋敷で蟄居、のち六条河原で処刑された。
- 佐々木道誉(京極高氏) ：武将、官吏（近江、若狭、出雲、上総、飛騨、摂津の守護。政所執事）。京極氏。甲良荘に勝楽寺城を築き本拠とした。
- 尼子高久：京極氏家臣、武将・官吏（近江国守護代）。佐々木道誉の孫。甲良荘尼子郷に館を構え、尼子氏を名乗った始祖。

室町時代
- 京極高数（高員）：武将・官吏（守護大名（山城・出雲・隠岐守護。加賀守））。多賀高忠の父。下之郷城を築城。